# Александар Вулић
Александар Вулић (Чачак, 8. јун 2001) фудбалски је голман који тренутно наступа за Спартак из Суботице.

## Каријера
Фудбал је почео да тренира у Борцу из родног Чачка. Касније је прешао у ОФК Београд, а одатле у Графичар. Био је члан омладинске екипе Црвене звезде где је био резерва Андрији Катићу, а затим је на позив Александра Коцића отишао у Инђију. Ту је стандардно бранио у првом делу сезоне 2020/21. за омладинце у другој лиги без примљеног поготка. Неколико пута је био у протоколу и за сусрете првог тима у Суперлиги Србије. Остатак сезоне провео је у Беласици за коју је бранио у Првој лиги Северне Македоније. Током зимске паузе у такмичарској 2021/22. приступио је Жаркову за које је дебитовао на отварању пролећног дела сезоне у Првој лиги Србије, против Радничког из Сремске Митровица. Почетком лета 2022. године потписао је уговор с ивањичким Јавором. У клубу је провео једну сезону и забележио 17 наступа у Суперлиги Србије. Неколико дана по напуштању клуба представљен је у суботичком Спартаку.

## Статистика

### Клупска
Ажурирано 30. јануар 2024.
|                  |          |                              |    |   |   |   |   |   |   |   |    |   |  |  |
| Инђија           | 2020/21. | Суперлига Србије             | 0  | 0 | 0 | 0 | — | — | — | — | 0  | 0 |  |  |
|                  |          |                              |    |   |   |   |   |   |   |   |    |   |  |  |
| Беласица         | 2020/21. | Прва лига Северне Македоније | 15 | 0 | — | — | — | — | — | — | 15 | 0 |  |  |
|                  |          |                              |    |   |   |   |   |   |   |   |    |   |  |  |
| Жарково          | 2021/22. | Прва лига Србије             | 10 | 0 | — | — | — | — | — | — | 10 | 0 |  |  |
|                  |          |                              |    |   |   |   |   |   |   |   |    |   |  |  |
| Инђија           | 2022/23. | Суперлига Србије             | 17 | 0 | 0 | 0 | — | — | — | — | 17 | 0 |  |  |
|                  |          |                              |    |   |   |   |   |   |   |   |    |   |  |  |
| Спартак Суботица | 2023/24. | Суперлига Србије             | 13 | 0 | 1 | 0 | — | — | — | — | 14 | 0 |  |  |
|                  |          |                              |    |   |   |   |   |   |   |   |    |   |  |  |
| Каријера         | Каријера | Каријера                     | 55 | 0 | 1 | 0 | — | — | — | — | 56 | 0 |  |  |
|                  |          |                              |    |   |   |   |   |   |   |   |    |   |  |  |